# Johann Niemann
Johann Niemann (1913. augusztus 4. – 1943. október 14.)  SS-Untersturmführer, a sobibóri megsemmisítőtábor parancsnokhelyettese. 1943. október 14-én, a sobibóri felkelés során egy fogoly meggyilkolta.

## Élete
Niemann 1931-ben csatlakozott a náci párthoz (tagsági száma: 753 836), 1934-ben pedig az SS-hez (270 600-ként). Először a belzeci haláltáborban szolgált, ahol a II-es lágert felügyelte. Ezek után áthelyezték Sobibórba. 1942-ben több alkalommal is a tábor parancsnokhelyettese volt, majd a következő évben véglegesítették tisztségében. Miután 1943. február 12-én Himmler Sobibórba látogatott, Niemannt előléptették SS-Untersturmführer-ré. 
Johann Niemannt 1943. október 14-én Alekszandr Subajev szovjet katona egy baltával meggyilkolta a szabóműhelyben. A szökés idején Niemann volt a legmagasabb rangú SS-tiszt a táborban, mivel Franz Reichleitner táborparancsnok azokban a napokban nem tartózkodott Sobibórban.